# Sturzkampfgeschwader 101
Sturzkampfgeschwader 101 (dobesedno slovensko: Bližinskobojni polk 101; kratica StG 101) je bil jurišni (strmoglavni jurišnik) letalski polk (Geschwader) v sestavi nemške Luftwaffe med drugo svetovno vojno; bila je šolska enota.

## Organizacija
- štab
- I. skupina
- II. skupina
- III. skupina

## Vodstvo polka
Poveljniki polka (Geschwaderkommodore)
- Polkovnik Clemens Graf Schönborn: maj - 18. oktober 1943